# Ganho (eletrônica)
Em eletrônica, ganho é uma medida da capacidade de rede  de duas portas (geralmente um amplificador) para aumentar a  potência ou a amplitude de um  sinal da entrada para a porta de saída adicionando energia convertida de alguma fonte de alimentação para o sinal. Geralmente é definida como a razão média da amplitude ou potência do signal na saída para a amplitude ou potência na porta de entrada .